# آنا راسل (دوقة بيدفورد)
آنا ماريا راسل، دوقة بيدفورد (3 September 1783 – 3 July 1857) كانت الصديقة المقربة للملكة فكتوريا وخدمت الملكة كمرافق شخصي بين (1837 و 1841) وهو منصب يمنح عادة لسيدة تنحدر من أسرة نبيلة. بالإضافة إلى أنها كانت السيدة التي أنشئت الوجبة البريطانية الشهيرة المعروفة بشاي مابعد الظهيرة. كانت ابنة تشارلز ستانهوب ايرل هارنجتون الثالث وجين فليمنج. وزوجة فرانسس راسل الدوق السابع لبيدفورد (تزوجا في 1808).
وزوجة أخ رئيس الوزراء جون راسل. ووالدة ويليام راسل الدوق الثامن لبيدفورد. أصبحت دوقة بيدفورد في 1839 حينما انضم زوجهاإلى الدوقية.
الدوقة وزوجها استقبلا الملكة في منزلهما الريفي وبرن آبي في 1841. وكانت على رأس المعزين في جنازة الأميرة اوغستا صوفيا في 1840.
الفضيحة:
تورطت الدوقة في فضيحة متعلقة بالسيدة فلورا هاستنج. بدأت هذه الفضيحة عندما أحست فلورا بألم في بطنها. فقصدت طبيب البلاط الذي أعتقد في البداية أنها حامل، ولان السيدة فلورا لم تكن متزوجة تم التستر على حملها. لكن الدوقة والبارونة ليهزن اللتان لم تكونا على وفاق مع السيدة فلورا قاما بنشر خبر حملها وأدعت الدوقة أن السير جون كونري هو الأب المحتمل للطفل، وبعد أن شخصت السيدة فلورا بالسرطان أصبحت الدوقة والبارونة والملكة بنفسها في موقف محرج امام العامة لتشويههم سمعة امرأة بريئة.
شاي مابعد الظهيرة:
شاي مابعد الظهيرة هو أكثر ماعرفت به الدوقة باعتبارها المنشئة لهذه الوجبة، واوجدتها بينما كانت تزور الدوق الخامس لرتلاند في قصر بلفور.
في القرن التاسع عشر كان موعد تقديم العشاء يتم بين الساعة الـ 7 مساء و الـ 8:30 مساء. فكانت الوجبات الرسمية هي الالإطار والعشاء. تمت إضافة وجبة الغداء لاحقا نظرا لطول الوقت بين وجبتي الالإطار والعشاء، وكانت الوجبة الجديدة(وجبة الغداء) خفيفة حينها فبالتالي يشعر الناس بالجوع بين وجبة الغداء والعشاء. قررت حينها الدوقة أن توجد وجبة صغيرة تكون بعد الظهيرة أي بعد الغداء وقبل العشاء، وسميت بشاي بعد الظهيرة، وتتكون الوجبة من الكيك والشطائر.الوجبة الجدبدة سرعان مانتشرت في المجتمع البريطاني بمختلف طبقاته.
الوفاة:
توفيت في عام 1857 ودفنت في كنيسة بيدفورد في باكينجهامشير.